# Штефенберг
Штефенберг (њем. Steffenberg) општина је у њемачкој савезној држави Хесен. Једно је од 22 општинска средишта округа Марбург-Биденкопф. Према процјени из 2010. у општини је живјело 4.331 становника. Посједује регионалну шифру (AGS) 6534019.

## Географски и демографски подаци
Штефенберг се налази у савезној држави Хесен у округу Марбург-Биденкопф. Општина се налази на надморској висини од 330 – 550 метара. Површина општине износи 24,3 km². У самом мјесту је, према процјени из 2010. године, живјело 4.331 становника. Просјечна густина становништва износи 178 становника/km².

## Међународна сарадња
| Мјесто | Држава   | Врста сарадње | Од    |
| ------ | -------- | ------------- | ----- |
| Лизен  | Италија  | партнерство   | 1980. |
| Кечкед | Мађарска | контакт       | 2000. |
| Извор  |          |               |       |